# Gertrude Stein
Pour les articles homonymes, voir Stein.
 (juillet 2022).
Œuvres principales
Three Lives
Américains d'Amérique
Autobiographie d’Alice Toklas
Gertrude Stein, née le 3 février 1874 à Allegheny West en Pennsylvanie et morte le 27 juillet 1946 à l'hôpital américain de Neuilly-sur-Seine près de Paris, est une poétesse, écrivaine, dramaturge et féministe américaine. Elle passa la majeure partie de sa vie en France et fut un catalyseur dans le développement de la littérature et de l'art moderne. Par sa collection personnelle et par ses livres, elle contribua à la diffusion du cubisme et plus particulièrement de l'œuvre de Picasso, de Matisse et de Cézanne.

## Biographie

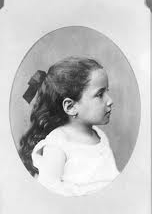
G. Stein à 3 ans.

### Les années de formation
Gertrude Stein, fille d'Amelia et David Stein, naît en Pennsylvanie dans une famille juive aisée émigrée d'Allemagne où l'on parle anglais et allemand. Son père a fait fortune dans l'immobilier et les tramways. Benjamine d'une fratrie de cinq enfants, elle vit jusqu'à l'âge de quatre ans à Vienne et à Paris, avant de partir vivre à Oakland (Californie), avec ses parents.

#### Radcliffe College
Elle étudie au Radcliffe College, alors une annexe de Harvard de 1893 à 1897 et commence des études en psychologie sous la direction de William James, le frère du romancier Henry James. Elle s'intéresse à l'hystérie féminine et se penche sur les cas d'écriture pathologique.
Stein et Mendez Solomon s'intéressent à l'automatisme normal de la motilité, un phénomène qui prend théoriquement place chez une personne dont l'attention est divisée entre deux activités intelligentes comme parler et écrire. Ces expériences produisent des échantillons d'écritures censés représenter le « flux de conscience », une théorie psychologique attribuée à William James, notion qu'il présente dans son ouvrage The Principles of Psychology (1890). En littérature, le courant de conscience est une technique narrative utilisée notamment par Virginia Woolf et James Joyce. En 1934, le psychologue Burrhus Frederic Skinner interprète le livre de poèmes de Gertrude Stein Tender Buttons (en) comme un exemple d'automatisme normal de la motilité. Dans le courant des années 1930, Stein écrit dans une lettre qu'elle n'a jamais accepté l'idée de l'écriture automatique. « Il peut y avoir des mouvements automatiques mais pas d'écriture automatique. Écrire pour une personne normale est une activité trop compliquée pour pouvoir être exécutée automatiquement ».
Pour approfondir cette première expérience académique, elle décide d'étudier la médecine à l'université Johns-Hopkins. En 1892, elle part donc vivre chez sa tante à Baltimore. Elle rencontre Claribel Cone (en) qui devient un modèle pour elle, l'encourageant à poursuivre dans la recherche. Elle publie avec Léon M. Solomons en 1896 un article dans la Psychological review intitulé L'automatisme normal de la motilité,.
Bien qu'ayant publié un article sur l'écriture automatique, la question de l'inconscient et l'intuition, sujets pourtant abordés par William James, ne l'intéressent pas.
Étudiante à Radcliffe, elle commence une longue amitié avec Mabel Foote Weeks. Leur correspondance retrace en grande partie les évolutions de la vie de Stein. En 1897, Stein passe l'été à Woods Hole, dans le Massachusetts, étudiant l'embryologie au Marine Biological Laboratory. Elle obtient son bachelor magna cum laude de Radcliffe en 1898.

### La vie parisienne

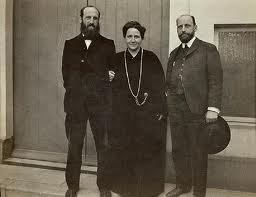
Gertrude Stein avec ses frères Léo et Michael vers 1906.

Gertrude Stein arrive à Paris en 1904, rejoignant son frère Leo, arrivé en 1903. Elle a 29 ans et vient de renoncer à mener une carrière scientifique. Elle sort d'une histoire amoureuse difficile. Ils sont attirés par l'effervescence artistique du quartier du Montparnasse du début du XXe siècle. Michael, l'aîné de la fratrie, et sa femme emménagent à leur tour.
Les deux sont collectionneurs : Gertrude défend l'art moderne, notamment les cubistes et Picasso (qui peint, avant son invention du cubisme avec Braque, Portrait de Gertrude Stein en 1906), alors que son frère reste plus traditionaliste. Elle devient l'une des grandes collectionneuses de la jeune génération de l'École de Paris. L'achat de Femme au chapeau de Matisse par Leo en 1905 est considéré comme l'acte fondateur de la collection Stein. Il récidive en achetant Le Bonheur de vivre du même Matisse en 1906. Entre 1905 et 1920, près de 600 tableaux vont passer entre leurs mains. Gertrude côtoie notamment Henri-Pierre Roché, marchand d'art, et Francis Picabia. Elle ne fréquente pas particulièrement les dadaïstes, mais considère Tristan Tzara comme un cousin.

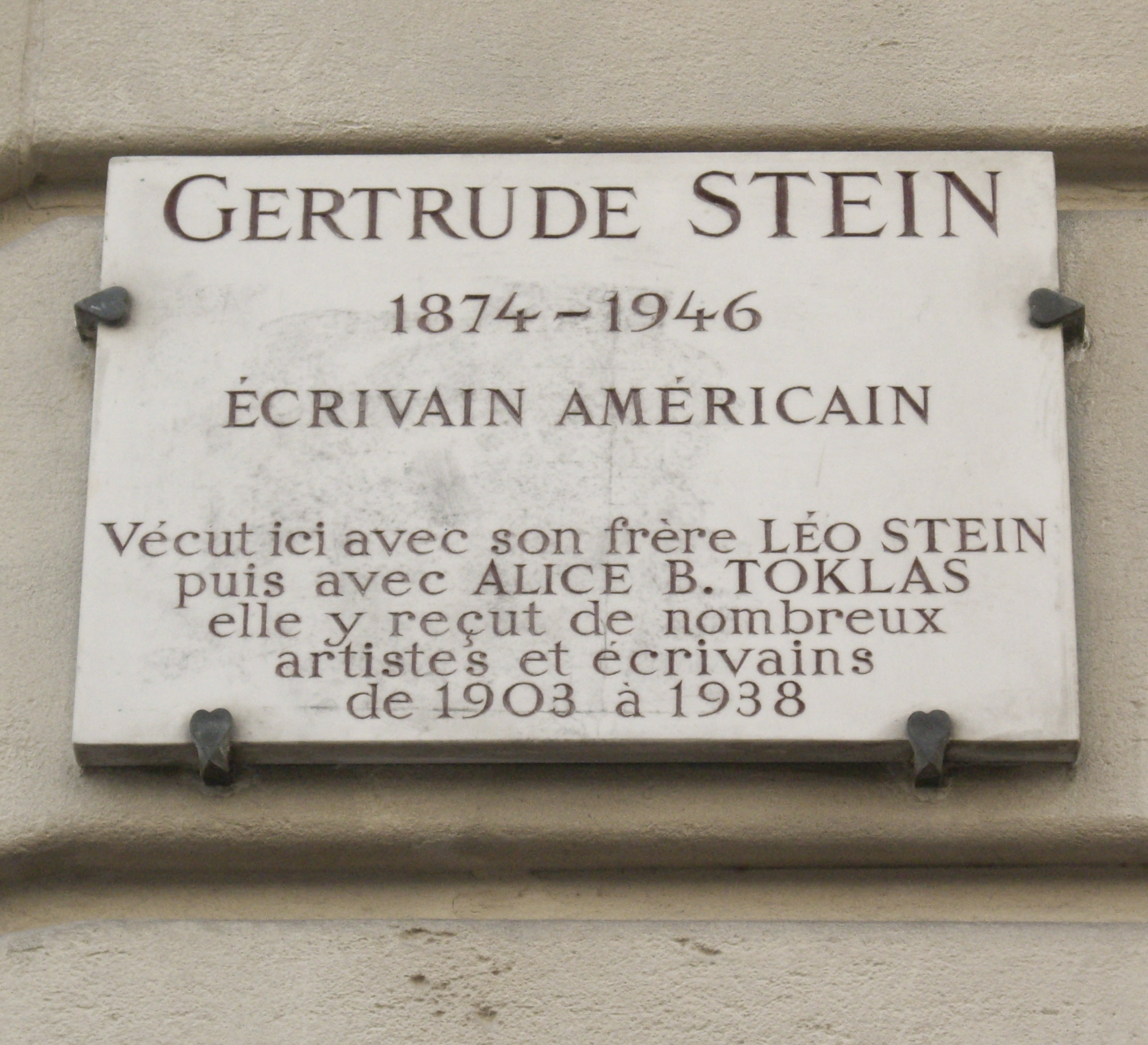
Plaque commémorative au 27 rue de Fleurus, où Gertrude Stein vécut et tint salon entre 1903 et 1938.

Son appartement du 27 rue de Fleurus devient un lieu de rencontre pour l'avant-garde du monde entier. Michael et Sarah reçoivent tous les samedis dans la tradition des salons du XVIIIe siècle à 18 h, tandis que Gertrude et Leo reçoivent à 21 h. Le Tout-Paris artistique s'y presse tout comme les étrangers de passage et surtout les Américains.
En 1907, elle rencontre Alice B. Toklas, la secrétaire de Leo, avec qui elle partagera sa vie de 1909 jusqu'à sa mort. Cette relation amoureuse, ainsi que son soutien au mouvement cubiste, la brouille définitivement avec Leo.

### Les années difficiles

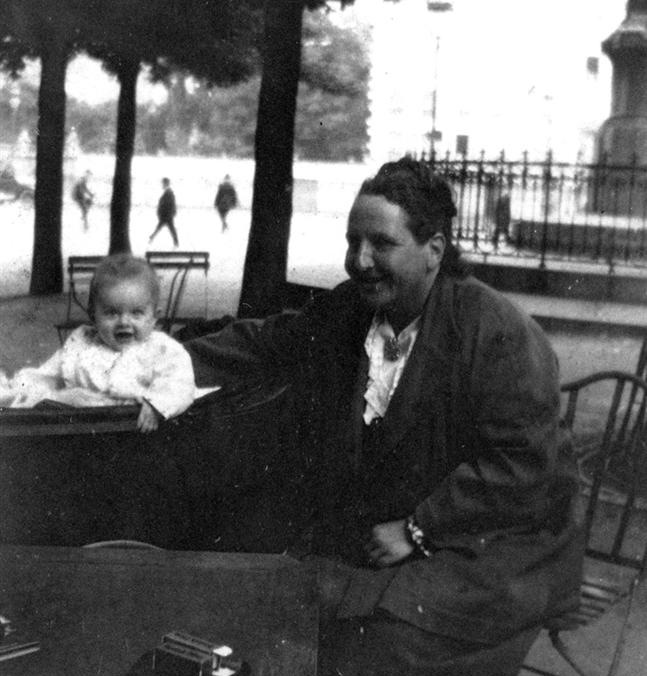
Gertrude Stein et Jack Hemingway à la Closerie des Lilas, en 1924.

Entre 1906 et 1908, elle écrit les mille pages de The Making of the Americans, qu'elle considère comme sa grande œuvre, objet d'un différend avec son frère Leo, qui n'approuve pas cette écriture.
Lorsque éclate la Première Guerre mondiale, Stein et Toklas, par fidélité à la France, leur patrie d'adoption, participent à l'approvisionnement des hôpitaux de campagne et au transport des blessés avec leur propre voiture. Elles seront récompensées par le gouvernement pour cet engagement.
Après la guerre, le salon de la rue de Fleurus a moins de succès. Elle a le plaisir de voir paraître The Making of Americans en 1925 aux éditions Contact. Elle poursuit sa collection ; ses moyens ne lui permettant plus de s'offrir des Picasso, elle jette son dévolu sur Juan Gris et sur Masson puis sur Balthus et sur Picabia.

### Les premiers succès

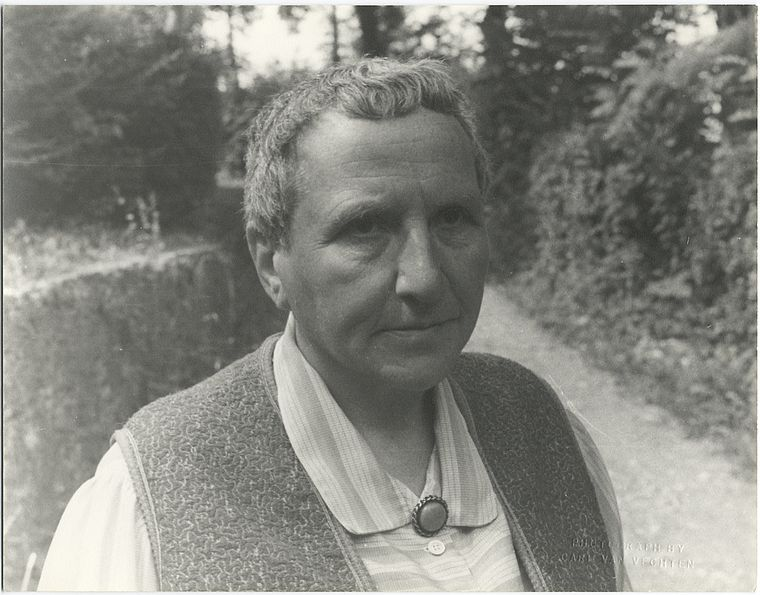
Gertrude Stein photographiée par Carl Van Vechten le 12 juin 1934.

Le succès vient avec Autobiographie d'Alice Toklas en 1933, son œuvre la plus connue et la plus facile d'accès, qui lui vaudra une tournée de conférences aux États-Unis. L'œuvre raconte l'aventure de la collection, en éliminant Léo et en s'attribuant le premier rôle. Le public découvrait Gertrude Stein, que ses œuvres antérieures avaient cantonnée dans le champ plus étroit de l'avant-garde.
En 1938, Alice et Gertrude quittent la rue de Fleurus pour s'installer au 5, rue Christine.
C'est elle qui qualifie les jeunes auteurs, parmi lesquels Ernest Hemingway et Francis Scott Fitzgerald, de lost generation (« Vous autres, jeunes gens qui avez fait la guerre, vous êtes tous une génération perdue », rapporte Hemingway dans Paris est une fête).

### La Seconde Guerre mondiale
Américaines juives et lesbiennes, Gertrude Stein et sa compagne Alice B. Toklas se réfugièrent en zone libre dans la maison qu'elles louaient depuis plusieurs années dans le village de Bilignin à Belley (Ain).
Sur ce point, dans sa récente biographie de Stein, Philippe Blanchon indique qu'en dépit de la recommandation de l'ambassade américaine à ses ressortissants de quitter la France dès le printemps 1940, les deux femmes, se sentant probablement en sécurité du fait de leur amitié avec le royaliste puis pétainiste Bernard Faÿ, s'y prirent trop tard pour solliciter des visas de sortie du territoire, ce qui les obligea à rester dans la maison de Belley. Soudainement mises en demeure de la quitter en 1942, elles purent alors grâce à la baronne Pierlot, proche de Paul Claudel, se reloger dans la demeure nommée « Le Colombier » à Culoz (Ain). Le maire Justin Rey les protège et elles ne furent pas inquiétées.
Stein évoque cette période dans ses ouvrages Paris France (1941) et Les Guerres que j'ai vues (1947), édités par Edmond Charlot, par ailleurs éditeur de Camus et considéré par le régime de Vichy comme sympathisant communiste.
Charlot sera emprisonné en 1942 à la suite d'une phrase malheureuse prononcée par Gertrude Stein, fière d'être publiée par « un éditeur dynamique et résistant ».
Elle eut également une attitude très équivoque, traduisant les discours de Pétain et recevant chez elle Bernard Faÿ, collaborateur zélé, qui supposément la protégeait,.
Dans son article sur la langue française, publié (probablement grâce à Faÿ) dans l'organe pétainiste La Patrie, Stein est présentée comme « une Américaine établie à Long Island », pour des raisons de sécurité (Blanchon, op. cit.).
Dans sa récente biographie, Blanchon indique que deux semaines avant le départ des troupes allemandes de Paris, la Gestapo força la porte de l'appartement et y repéra son contenu en vue d'y revenir le lendemain ; devant ce risque, Katherine Dudley, secrétaire de l'imprimeur qui occupait le rez-de-chaussée de l'immeuble, fit changer les serrures. La propriétaire retrouva sa collection quasiment intacte en décembre 1944.

### Portraits
Riba Rovira peignit le dernier portrait de Stein. Selon la correspondance Carl Van Vechten-Gertrude Stein rapportée par Edward Burns, Riba Rovira en a peint plusieurs. Ce dernier visage que lui a donné le peintre est exposé en 2011/2012 dans les expositions à San Francisco, Washington, New York, intitulées The Stein's Collect: Matisse, Cézanne, Picasso and the others et G. Stein: Five stories  où, pendant environ un an, bien des œuvres auxquelles elle avait été associée ainsi qu'avec ses frères ont été présentées.
Dans Paris est une fête, Ernest Hemingway se souvient que « Miss Stein, était très forte, mais pas très grande, lourdement charpentée comme une paysanne. Elle avait de beaux yeux, et un visage rude de juive allemande, qui aurait aussi bien pu être friulano et elle me faisait penser à quelques paysannes du nord de l'Italie par la façon dont elle était habillée, par son visage expressif, et sa belle chevelure, lourde, vivante, une chevelure d'immigrante, qu'elle relevait en chignon, sans doute depuis le temps où elle était à l'université. Elle parlait sans cesse et surtout des gens et des lieux. »

### Décès
Gertrude Stein meurt le 27 juillet 1946 à Neuilly-sur-Seine des suites d'un cancer de l'estomac. Elle est inhumée au cimetière du Père-Lachaise (94e division).

### Hommages
La Ville de Paris a donné son nom à une place du 12e arrondissement,.
Un cratère vénusien, Stein, est également nommé en son honneur.

## Dans la culture

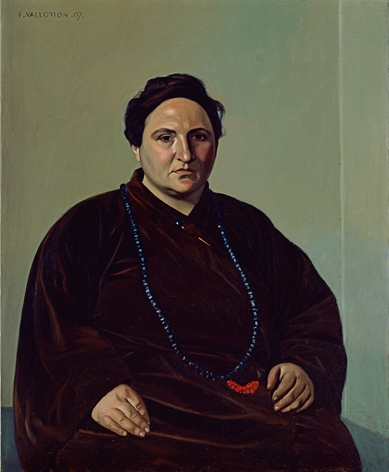
Gertrude Stein par Félix Vallotton (1907).

Son portrait par Picasso (1905-1906) se fit avec beaucoup de difficultés. Près d'une centaine de séances de poses furent nécessaires à Picasso pour saisir la personnalité de Stein. Il trouva la solution en utilisant cette espèce de masque inexpressif, issu de ses travaux proches de l'art ibérique ancien et l'art africain, qui préfigure à la même époque un autre travail majeur : Les Demoiselles d'Avignon (1907). Personne n'aimait ce portrait à l'époque, sauf le peintre et son modèle. À ceux qui s'inquiétaient de la fidélité au modèle de son portrait de Gertrude Stein, Picasso répondait : « Vous verrez, elle finira par lui ressembler »,.
Le photographe Cecil Beaton en fait plusieurs portraits, dont certains avec Alice B. Toklas, son amante. Le photographe Man Ray les photographia ensemble dans le salon de la rue de Fleurus en 1922,.
Son portrait a également été peint par Félix Vallotton en 1907, Francis Picabia en 1933 et 1937, Pierre Tal Coat en 1934-1935, enfin Francisco Riba Rovira en 1945 ; c'est le dernier peintre pour lequel elle a posé de son vivant. Pour la première fois depuis 1949 il est exposé au public en 2011 puis 2012 lors de l'exposition The Stein's Collect ; Cezanne, Matisse, Picasso and the Parisian Avant-Garde au Metropolitan Museum of Art of New York.
À cela s'ajoute son portrait par Francis Rose en 1949. En 1980, Andy Warhol inclut Gertrude Stein dans les Dix portraits de juifs du XXe siècle.
- Le sculpteur américain Jo Davidson en a fait une statue en 1922[33].
- 1983. Rose is a rose is a rose is a rose (en) a inspiré le titre de l'une des pièces chorégraphiques fondatrices de la danse contemporaine, Rosas danst Rosas d'Anne Teresa De Keersmaeker, et le nom même de sa compagnie, Rosas Ce vers, du poème Sacred Emily (1913), a été cité, transformé, parodié de nombreuses fois. Il est devenu le symbole de la répétition dans l'avant-garde. Il a été parodié entre autres par Ernest Hemingway et Jeanette Winterson. Il est cité dans des chansons de Mecano et de Jeanne Balibar (Rose de l'album Paramour).[source insuffisante]
- 1994. A Lyrical Opera Made By Two a été mis en musique par le compositeur français Pascal Dusapin, sous le titre To Be Sung[34].
- 2011. Incarnée par Kathy Bates, Gertrude Stein est l'une des artistes que côtoie dans le Paris des années 1920 le personnage principal du film Minuit à Paris de Woody Allen[35].

Une phrase de son autobiographie inspire à Tommy Orange le titre de son roman There There publié en 2018. Il fait le rapprochement entre ce qu'a ressenti Stein en revenant à Oakland, la ville où ces deux écrivains ont grandi à un siècle d'intervalle, qu'elle ne reconnaît pas tant la ville a changé avec les années, et la perte de leur culture pour les amérindiens.

## Œuvre
- Three Lives, New York, Grafton Press, 1909. Trois Vies, Paris, Gallimard, 1954 ; rééd., Paris, Gallimard, coll. « L’imaginaire », 1981.
- Tender Buttons, New York, Claire Marie, 1914. Tendres Boutons, traduit par Jacques Demarcq, Caen, Éditions Nous, coll. « Now », 2018.
- Geography and Plays, Boston, Four Seas, 1922.
- The Making of Americans, Paris, Contact Éditions, 1925. Réédité par Something Else Press. Américains d’Amérique, traduit par Bernard Faÿ, Paris, Stock, 1933 ; 1972 ; rééd., Paris, éditions Bartillat, février 2018.
- Composition as Explanation, Londres, Hogarth Press, 1926. Traduit dans la revue Luna-Park en 1978.
- Lucy Church Amiably, Paris, Plain Édition, 1931.
- Before the Flowers of Friendship Faded Friendship Faded, Paris, Plain Édition, 1931.
- How to Write, Plain Édition, 1931.
- Operas and Plays, Plain Édition, 1932.
- The Autobiography of Alice B. Toklas, New York, Harcourt Brace, 1933 [lire en ligne]. Autobiographie d'Alice Toklas, traduit par Bernard Faÿ, Paris, Mazenod, 1965 ; Paris, Gallimard, 1973 ; Paris, Gallimard, coll. « L’imaginaire », 1980. Nouvelle traduction par Martin Richet, Paris, Cambourakis, 2021 ; rééd., Paris, Cambourakis, coll. « Cambourakis poche », 2022.
- Matisse Picasso and Gertrude Stein with Two Shorter Pieces, Paris, Plain Édition, 1933.
- Four Saints in Three Acts, an Opera to Be Sung, New York, Random House, 1934.
- Portraits and Prayers, Random House, 1934.
- Lectures in America, Random House, 1935. Lectures en Amérique, traduit par Claude Grimal, Paris, Christian Bourgois, 1978 ; rééd., Paris, Christian Bourgois éditeur, coll. « Titres » no 146, 2011.
- Narration, University of Chicago Press, 1935.
- The Geographical History of America, York, Random House, 1936.
- Everybody’s Autobiography, York, Random House, 1937.Autobiographie de tout le monde, Paris, Le Seuil, 1978.
- Paris France, Londres, Batsford, 1940.Paris France, Edmond Charlot, 1941, traduit de l'américain par May d'Aiguy ; rééd., avec une préface de Chloé Thomas, suivi du texte Raoul Dufy, traduit par Éléonore Bille-de-Mot, Paris, Payot/Rivages, coll. « Rivages poche. Petite Bibliothèque », 2018.
- The World is Round, 1939.
- What Are Masterpieces, Los Angeles, Conference, 1940.
- Ida, New York, Random House, 1941. Ida, traduit par Daniel Mauroc, Paris, Le Seuil, coll. « Fiction & Cie », 1978.
- À la recherche d'un jeune peintre Gertrude Stein /Yale University/U.S.A. Looking for a young paintor Francisco Riba-Rovira.
- Brewsie and Willie, Random House, 1945.Brewsie and Willie, Morihien, 1947; Paris, Rivages, 1990.
- Wars I Have Seen, Random House, 1945; Batsford, 1945.Les Guerres que j’ai vues, traduction de Wars I Have Seen par R. W. Seillière, Éditions Edmond Charlot, 1947 ; rééd., Paris, Christian Bourgois éditeur, coll. « Titres » no 147, 2011.
- Blood on the Dining Room Floor, Pawlet, Banyan Press, 1948.
- Things as They Are, Pawlet, Banyan Press, 1948.
- Two: Gertrude Stein and Her Brother and Other Early Portraits (1908-1912), New Haven, Yale University Press, 1951.
- Bee Time Vine and Other Pieces, 1913-1927, New Haven, Yale University Press, 1953.
- Painted Lace and Other Pieces (1914-1937), New Haven, Yale University Press, 1956.
- Stanzas in meditation and Other Poems (1929-1933), New Haven, Yale University Press, 1956.
- Fernhurst, Q.E.D., and Other Early Writings, New York, Liveright, 1971; Londres, Owen, 1971.

### Traductions en français
- Dix Portraits, traduit par Georges Hugnet et Virgil Thomson, La Montagne, 1930 ; rééd., Deux Temps Tierce, 1991.
- Picasso, (ouvrage écrit en français), Paris, Floury, 1938 ; rééd., Paris, Christian Bourgois, 1978 ; 2006.
- Petits poèmes, pour un livre de lecture, Edmond Charlot, 1944.
- À la recherche d'un jeune peintre, Francisco Riba-Rovira, Paris, Revue Fontaine, no 42, Paris, 1945, p. 287-288.
- Autobiographies, Lyon, Confluences, 1945.
- Gertrude Stein, numéro spécial Luna-Park no 4 / [Cahiers du Grif], [Transédition], 1978.
- L’Histoire géographique de l’Amérique ou la relation de la nature humaine avec l’esprit humain, Paris, Christian Bourgois, 1978.
- Du sang sur le sol de la salle à manger, Paris, Christian Bourgois, 1984.
- La Terre est ronde, traduit par Marc Dachy, Transédition, 1984.
- Une pièce circulaire, Traversière, 1985.
- Q.E.D. Les choses comme elles sont, traduit par Michèle Causse, Paris/Montréal, Vlasta/Remue Ménage, 1986.
- Interview transatlantique, traduit par Marc Dachy, Transédition, 1987.
- Le monde est rond, traduit par Françoise Collin et Pierre Taminiaux, Paris, Tierce, 1984 ; Paris, Le Seuil, 1991 ; esperluète éditions (Noville-sur-Mehaigne, Belgique), 2011 (édition bilingue). Nouvelle traduction par Martin Richet, Paris, Cambourakis, 2019.
- Poèmes, Textuel, « L’œil du poète », 1999.
- Strophes en méditation, Romainville, Al Dante, 2005.
- Flirter au Bon Marché, traduit par Jean Pavans, Paris, Phébus, 2008.
- Henry James, précédé de Shakespeare, par Henry James), traduit par Jean Pavans, Paris, Phébus, 2008.
- Willie est Willie, Noville-sur-Mehaigne, Belgique, L'Esperluète, 2010.
- Lève bas-ventre, traduit par Christophe Lamiot Enos, Paris, Corti, 2013.
- Mrs Reynolds, traduit par Martin Richet, Paris Cambourakis, 2018 ; rééd., Paris, Cambourakis, coll. « Cambourakis poche », 2019.

- Narration, traduit par Chloé Thomas, Paris, éditions Rue d'Ulm, 2017.
- Écoutez-moi (théâtre),  Lyon, Éditions Trente-trois Morceaux, 2019.
- Le Sang sur le sol de la salle à manger, suivi de Une cascade et un piano, traduit par Martin Richet, Paris Cambourakis, 2019.
- Notre mère à tous, traduit par Martin Richet, Paris Cambourakis, 2022.

Gertrude Stein a écrit des livrets d'opéra pour le compositeur Virgil Thomson.

#### Bases de données et dictionnaires
- Ressources relatives aux beaux-arts :   - British Museum
  - Index of Historic Collectors and Dealers of Cubism
  - Museum of Modern Art
  - MutualArt
  - National Portrait Gallery
  - RKDartists
  - Union List of Artist Names
- Ressources relatives à la musique :   - International Music Score Library Project
  - Carnegie Hall
  - Discogs
  - Grove Music Online
  - MusicBrainz
  - Muziekweb
  - Songkick
- Ressources relatives au spectacle :   - Archives suisses des arts de la scène
  - Les Archives du spectacle
  - Kunstenpunt
- Ressources relatives à la littérature :   - Academy of American Poets
  - Modern American Poetry
  - Poetry Foundation
- Ressources relatives à la recherche :   - Dialnet
  - Persée
- Ressource relative à plusieurs domaines :   - Radio France
- Ressource relative à la bande dessinée :   - BD Gest'
- Ressource relative à l'audiovisuel :   - IMDb
- Notices dans des dictionnaires ou encyclopédies généralistes :   - American National Biography
  - Britannica
  - Brockhaus
  - Collective Biographies of Women
  - Den Store Danske Encyklopædi
  - Deutsche Biographie
  - Dictionnaire universel des créatrices
  - Enciclopedia italiana
  - Gran Enciclopèdia Catalana
  - Hrvatska Enciklopedija
  - Internetowa encyklopedia PWN
  - Nationalencyklopedin
  - Store norske leksikon
  - Treccani
  - Universalis
  - Visuotinė lietuvių enciklopedija
- Notices d'autorité :   - VIAF
  - ISNI
  - BnF (données)
  - IdRef
  - LCCN
  - GND
  - Italie
  - Japon
  - CiNii
  - Espagne
  - Belgique
  - Pays-Bas
  - Pologne
  - Israël
  - NUKAT
  - Catalogne
  - Suède
  - Vatican
  - WorldCat